# Tour du Poitou-Charentes 2004
Il Tour du Poitou-Charentes 2004, diciottesima edizione della corsa, si svolse dal 24 al 27 agosto 2004 su un percorso di 673 km ripartiti in 5 tappe, con partenza e arrivo a Chasseneuil-du-Poitou. Fu vinto dal francese Stéphane Barthe della Oktos davanti all'olandese Ronald Mutsaars e al francese Jimmy Engoulvent.

## Tappe
| Tappa  | Data      | Percorso                                   | km   | Vincitore di tappa | Leader cl. generale |
| ------ | --------- | ------------------------------------------ | ---- | ------------------ | ------------------- |
| 1ª     | 24 agosto | Chasseneuil-du-Poitou > Andilly-les-Marais | 188  | Danilo Hondo       | Danilo Hondo        |
| 2ª     | 25 agosto | Andilly-les-Marais > Sauzé-Vaussais        | 176  | Sandy Casar        | Jimmy Engoulvent    |
| 3ª     | 26 agosto | Sauzé-Vaussais > Lusignan                  | 185  | Sylvain Chavanel   | Jimmy Engoulvent    |
| 4ª     | 27 agosto | Rouillé > Lusignan (cron. individuale)     | 19,6 | Sylvain Chavanel   | Stéphane Barthe     |
| 5ª     | 27 agosto | Lusignan > Chasseneuil-du-Poitou           | 104  | Ludovic Capelle    | Stéphane Barthe     |
| Totale | Totale    | Totale                                     | 673  |                    |                     |

## Dettagli delle tappe

### 1ª tappa
- 24 agosto: Chasseneuil-du-Poitou > Andilly-les-Marais – 188 km

| Pos. | Corridore        | Squadra        | Tempo |
| ---- | ---------------- | -------------- | ----- |
| 1    | Danilo Hondo     | Gerolsteiner   |       |
| 2    | Sylvain Chavanel | Brioches La B. |       |
| 3    | Marco Zanotti    | Vini Caldirola | a 9"  |

| Pos. | Corridore        | Squadra        | Tempo |
| ---- | ---------------- | -------------- | ----- |
| 1    | Danilo Hondo     | Gerolsteiner   |       |
| 2    | Sylvain Chavanel |                |       |
| 3    | Marco Zanotti    | Vini Caldirola | a 9"  |

### 2ª tappa
- 25 agosto: Andilly-les-Marais > Sauzé-Vaussais – 176 km

| Pos. | Corridore        | Squadra      | Tempo |
| ---- | ---------------- | ------------ | ----- |
| 1    | Sandy Casar      | FDJ          |       |
| 2    | Peter Wrolich    | Gerolsteiner | a 6"  |
| 3    | Jimmy Engoulvent | Cofidis      | s.t.  |

| Pos. | Corridore        | Squadra      | Tempo |
| ---- | ---------------- | ------------ | ----- |
| 1    | Jimmy Engoulvent | Cofidis      |       |
| 2    | Stéphane Barthe  |              | a 1"  |
| 3    | Peter Wrolich    | Gerolsteiner | a 3"  |

### 3ª tappa
- 26 agosto: Sauzé-Vaussais > Lusignan – 185 km

| Pos. | Corridore        | Squadra        | Tempo |
| ---- | ---------------- | -------------- | ----- |
| 1    | Sylvain Chavanel | Brioches La B. |       |
| 2    | Thomas Voeckler  | Brioches La B. | a 49" |
| 3    | Danilo Hondo     | Gerolsteiner   | a 59" |

| Pos. | Corridore        | Squadra      | Tempo |
| ---- | ---------------- | ------------ | ----- |
| 1    | Jimmy Engoulvent | Cofidis      |       |
| 2    | Stéphane Barthe  |              | a 1"  |
| 3    | Peter Wrolich    | Gerolsteiner | a 3"  |

### 4ª tappa
- 27 agosto: Rouillé > Lusignan (cron. individuale) – 19,6 km

| Pos. | Corridore        | Squadra        | Tempo  |
| ---- | ---------------- | -------------- | ------ |
| 1    | Sylvain Chavanel | Brioches La B. | 24'37" |
| 2    | Uwe Peschel      | Gerolsteiner   | a 11"  |
| 3    | Joost Posthuma   | Rabobank       | a 14"  |

| Pos. | Corridore        | Squadra  | Tempo     |
| ---- | ---------------- | -------- | --------- |
| 1    | Stéphane Barthe  |          | 13h42'25" |
| 2    | Ronald Mutsaars  | Rabobank | a 23"     |
| 3    | Jimmy Engoulvent | Cofidis  | a 26"     |

### 5ª tappa
- 27 agosto: Lusignan > Chasseneuil-du-Poitou – 104 km

| Pos. | Corridore       | Squadra         | Tempo    |
| ---- | --------------- | --------------- | -------- |
| 1    | Ludovic Capelle | Landbouwkrediet | 2h19'11" |
| 2    | Jimmy Casper    | Cofidis         | s.t.     |
| 3    | Erki Pütsep     | AG2R            | s.t.     |

| Pos. | Corridore        | Squadra  | Tempo     |
| ---- | ---------------- | -------- | --------- |
| 1    | Stéphane Barthe  | Oktos    | 16h06'32" |
| 2    | Ronald Mutsaars  | Rabobank | a 23"     |
| 3    | Jimmy Engoulvent | Cofidis  | a 26"     |

## Classifiche finali

### Classifica generale
| Pos. | Corridore                   | Squadra                 | Tempo     |
| ---- | --------------------------- | ----------------------- | --------- |
| 1    | Stéphane Barthe             | Oktos                   | 16h06'32" |
| 2    | Ronald Mutsaars             | Rabobank                | a 23"     |
| 3    | Jimmy Engoulvent            | Cofidis                 | a 26"     |
| 4    | Christophe Agnolutto        | Ag2r Prévoyance         | a 42"     |
| 5    | Peter Wrolich               | Gerolsteiner            | a 43"     |
| 6    | Lorenzo Bernucci            | Landbouwkrediet-Colnago | a 1'18"   |
| 7    | Anthony Geslin              | Brioches La Boulangère  | a 1'27"   |
| 8    | Rony Martias                | Brioches La Boulangère  | a 1'45"   |
| 9    | Frédéric Gabriel            | MrBookmaker-Palmans     | a 3'41"   |
| 10   | Pedro Miguel Miranda Soeiro | Carvalhelhos-Boavista   | a 5'10"   |